# Archdale
Archdale je město v okresech Guilford a Randolph v americkém státě Severní Karolína. Nachází se 26km jihozápadně od města Greensboro. Žije zde přibližně 12 tisíc obyvatel.

## Geografie
Většina území Archdale se nachází v Randolph County a severní část obce přísluší do Guilford County.
Podle Amerického úřadu pro sčítání lidu má Archdale celkovou rozlohu 8,2 čtverečních mil (21,3 km2), z toho 0,02 čtverečních mil (0,06 km2, tj. 0,27 %) tvoří vodní plochy. Město se nachází v povodí řeky Deep, která je přítokem řeky Cape Fear.

## Demografické údaje
| Historická populace | Historická populace | Historická populace | Historická populace |
| Sčítání lidu        | Pop.                |                     | %±                  |
| ------------------- | ------------------- | ------------------- | ------------------- |
| 1890                | 224                 |                     | —                   |
| 1900                | 182                 |                     | −18,7%              |
| 1910                | 145                 |                     | −20,3%              |
| 1920                | 178                 |                     | 22.8%               |
| 1930                | 628                 |                     | 252.8%              |
| 1940                | 1,097               |                     | 74.7%               |
| 1950                | 1,218               |                     | 11.0%               |
| 1960                | 1,520               |                     | 24.8%               |
| 1970                | 4,874               |                     | 220.7%              |
| 1980                | 5,326               |                     | 9.3%                |
| 1990                | 6,913               |                     | 29.8%               |
| 2000                | 9,014               |                     | 30.4%               |
| 2010                | 11,415              |                     | 26.6%               |
| 2019 (odhad)        | 11,513              |                     | 0.9%                |
| Sčítání lidu v USA  |                     |                     |                     |

Při sčítání lidu v roce 2010 žilo ve městě 11 415 obyvatel, bylo zde 4 556 domácností a 3 137 rodin. Hustota obyvatelstva činila 1 151,8 osob na čtvereční míli (444,5/km2). V Archdale bylo 4 916 bytů při průměrné hustotě 509,3 bytů na čtvereční míli (196,6 / km2). Složení obyvatelstva dle rasy bylo následující: 87,8 % bělochů, 4 % Afroameričanů, 0,6 % původních obyvatel, 4 % Asiatů, 1,4 % obyvatel jiné rasy a 1,4 % lidí patřilo ke dvěma či více rasám. Hispánci nebo Latinoameričané tvořili 4 % populace.